# Ciottolo

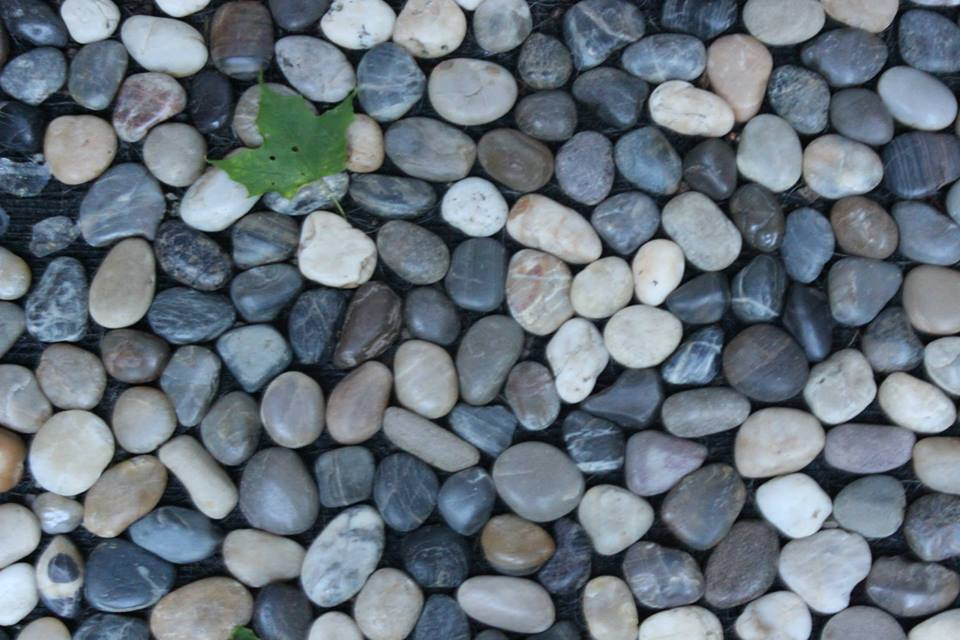
Ciottoli di una spiaggia del Somerset, in Inghilterra.

Un ciottolo è un sasso (roccia) reso levigato dall'azione dell'acqua, in particolare l'acqua che scorre da fiumi e torrenti.

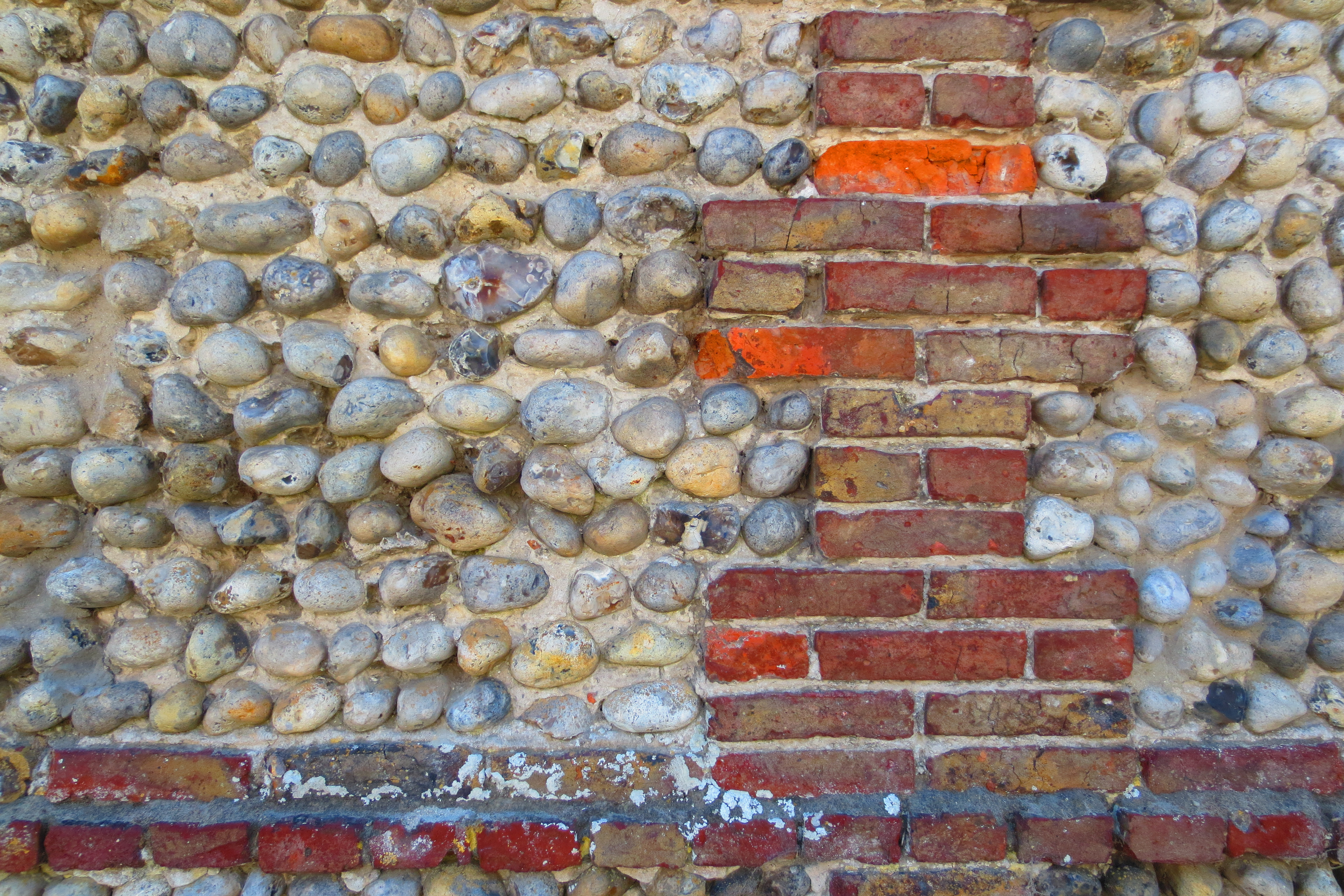
Muro di ciottoli e mattoni

## Ciottolo da giardino
In edilizia, un ciottolo è usato come pavimentazione nei giardini, specie in quelli di stile moderno, arredi urbani, aree verdi e nei gabbioni. Si possono trovare ciottoli di marmo, porfido e granito.
I ciottoli sono usati anche in vialetti da percorrere a piedi nudi per massaggiare le piante dei piedi tramite riflessologia plantare.

## Mura e pareti di ciottoli
Un tempo i ciottoli erano utilizzati anche per l'innalzamento delle pareti di edifici (case di sasso) o di muri perimetrali.